# Аверкий (Петрович)
Митрополит Аверкий Петрович (в миру Аврам Петров Бызайтов, болг. Аврам Петров Бъзайтов; ок. 1815, Сопот — ок. 24 января 1878, Стамбул) — епископ Болгарской православной церкви, митрополит Врачанский.

## Биография
Родился около 1815 года в Сопоте. Окончил келейную школу при Сопотском Спасском мужском монастыре Вознесения Христова.
В 1839—1845 годы преподавал в Габрове.
В 1845—1848 годы учился в Белградской духовной семинарии, где 15 май 1846 года принял монашество и рукоположён в сан иеродиакона.
В 1849—1850 годы преподавал в Сопоте.
В 1860 году поступил в Киевскую духовную академию, обучение в которой прервал в 1862 году.
В 1857 году преподавал в Сопоте и Видине.
Слушал лекции в различных европейских университетах, в том числе на философском факультете Дрезденского университета (1862—1864).
Преподавал в Белградской духовной семинарии, в духовных учебных заведениях Заечара и Крагуеваца.
С 1870 года — учитель болгарского языка и истории в пансионе благородных девиц графини Левашовой в Киеве.
По возвращении в Болгарию был рекомендован митрополитом Пловдивским Панаретом как кандидат на замещение вдовствующей Врачанской кафедры. 23 февраля 1873 года он был избран Синодом, а 26 февраля 1873 года рукоположён в сан митрополита Врачанского.
По настоянию городских старейшин подписал «Временный устав богоспасаемой Врачанской епархии», по которому во всём должен был подчиняться церковно-училищной общине епархии, но проигнорировал некоторые пункты устава и совершил объезд епархии. Недовольные старейшины оклеветали митрополита, и в 1874 году он был вынужден уехать в Стамбул, где добился оправдания перед Синодом Экзархата, но обратно не вернулся.
Стал настоятелем болгарской церкви святого Стефана в Константинополе. Публиковался в газете «Зарница» с 1877 года. Интересовался проблемами духовного образования и занимался переводами.
Скончался в январе 1878 года в Стамбуле. Был в погребён во дворе старой (деревянной) церкви святого Стефана в Стамбуле.

## Переводы
- „Разговори за сърдечно и душевно образование / Соч. на сръбски от Гавриила Поповича, архимандрита, а преведени на български от Аверкиа Петровича Д., сопотненца“. Белград, 1847
- „Цвет милости или завещание чадолюбиваго отца [от П. Стоишича] / Преведе ся от Аверкия Петровича Диакона“. Белград, 1848
- „Църковна история с най-нужни случаи в святата църква... / Преведе от греческий на славяноболгарский язык от Аверкия Петровича и Григорий Гога, дякони“. Белград, 1855.